# Luis XVII de Francia
Luis Carlos de Borbón, más conocido como Luis XVII  (Palacio de Versalles, 27 de marzo de 1785-Prisión del Temple, París, 8 de junio de 1795), ostentó el título de duque de Normandía 1785-1789 y fue rey titular de Francia y de Navarra entre 1793 y 1795.

## Biografía

### Nacimiento y crianza

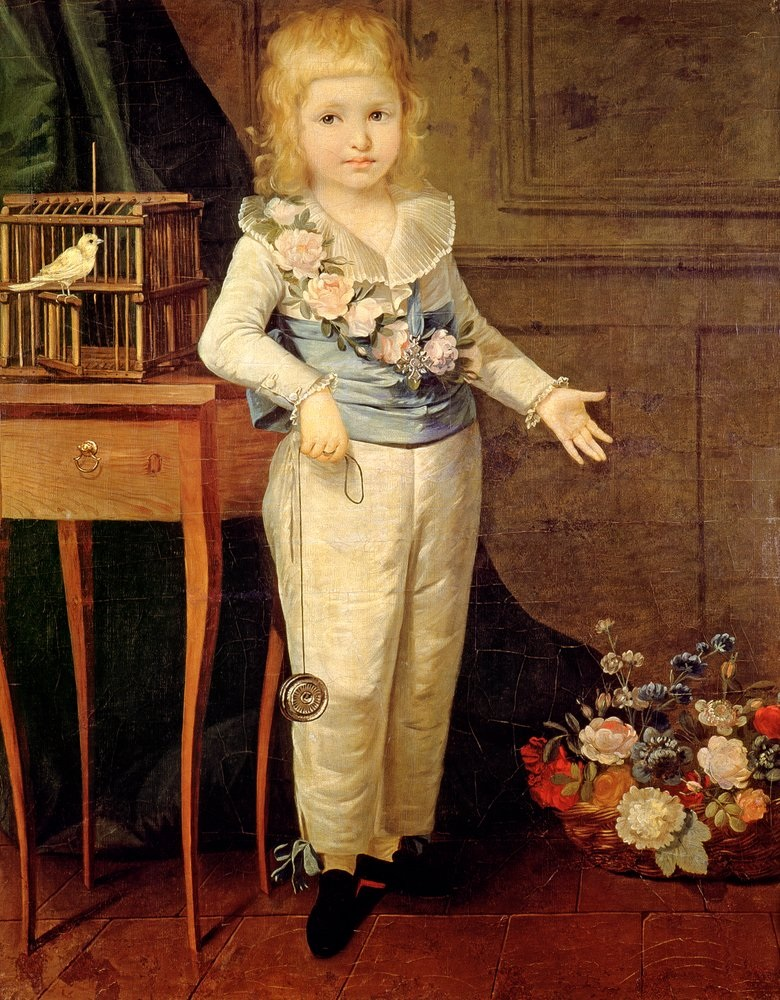
Luis XVII.

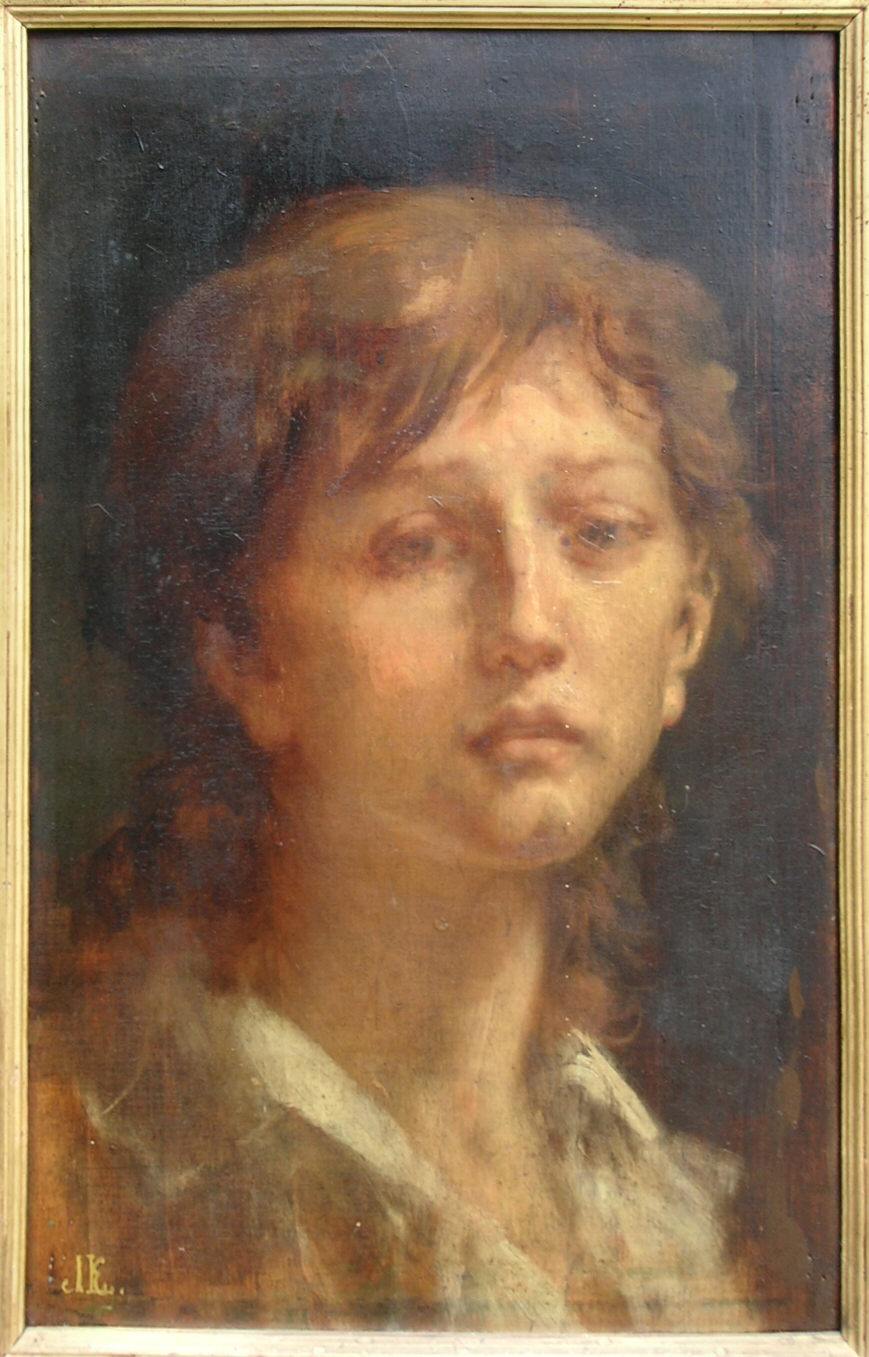
Luis XVII en la prisión del Temple por Jacques-Emile Lafon.

Luis Carlos de Borbón fue el segundo hijo varón del rey Luis XVI de Francia y María Antonieta y nació en Versalles el 27 de marzo de  1785. Yolande de Polastron, duquesa de Polignac, fue designada como aya de los infantes de Francia, incluido el futuro Luis XVII y la princesa María Teresa de Francia. Agathe de Rambaud fue elegida por la reina para cuidar al duque de Normandía. En 1789 se convirtió en Delfín tras la muerte de su hermano Luis José de Francia.
Alain Decaux escribió: «La sra. de Rambaud era oficialmente responsable del cuidado del Delfín de Francia, del día de su nacimiento hasta 1792, es decir durante siete años. Durante estos siete años, no lo dejó, lo meció, se ocupó de él, lo vistió, lo confortó, lo entronizó. Diez veces, cien veces más que María Antonieta, fue para él, una verdadera madre». Su amiga, Luisa Isabel, marquesa de Tourzel, fue la última aya de los niños reales del rey Luis XVI de Francia y de su esposa María Antonieta.

### Encarcelamiento,reinadoy muerte
Tras estallar la Revolución francesa en 1789 y desarrollarse la fase inicial (con la firma de la Constitución de 1791 por parte de su padre el rey Luis XVI), Luis Carlos fue arrestado y encarcelado en la prisión del Temple de París junto al resto de la familia real y su tía Madame Isabel en 1792, coincidiendo con el total colapso de la nueva  monarquía constitucional francesa.

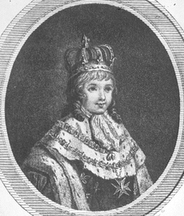
Litografía de Luis XVII con atuendo de consagración, completamente ficticio, pues el rey niño jamás salió de la prisión del Temple y por lo tanto nunca pudo ser inmortalizado así, con todos los honores que le correspondían a un soberano francés.

Al ser guillotinado su padre el 21 de enero de 1793, los monárquicos lo proclamaron rey con el nombre de Luis XVII, nombrándose regente a sí mismo el conde de Provenza y Lugarteniente General del Reino el conde de Artois, ambos exiliados en Westfalia. Las potencias europeas también lo consideraron monarca. Catalina II de Rusia expulsó de su reino a todos los franceses revolucionarios que no lo reconocieron como rey. 
El Ejército Católico y Real (formado por vandeanos) y los chuanes (ambos grupos contrarrevolucionarios del noroeste de Francia) luchó en nombre del que consideraba su rey, sosteniendo las guerras revolucionarias francesas; en sus estandartes portaban la inscripción «Vive Louis XVII» (Viva Luis XVII). En algunas batallas el niño fue proclamado rey, como en Machecoul o Tolón.
En el proceso que se inició contra la reina María Antonieta el 14 de agosto de 1793, el fiscal Tinville hizo declarar al Delfín contra su madre. Delante del tribunal, el niño acusó a su madre y a su tía de haberle incitado a la masturbación y haberle obligado a ciertos juegos sexuales. Indignada, María Antonieta, pidió a las mujeres del público que la defendieran. El motín fue evitado por poco.
Después de que su madre fuera guillotinada en octubre de 1793, los revolucionarios lo mantuvieron en prisión en condiciones infrahumanas, custodiado por el zapatero Antoine Simon.

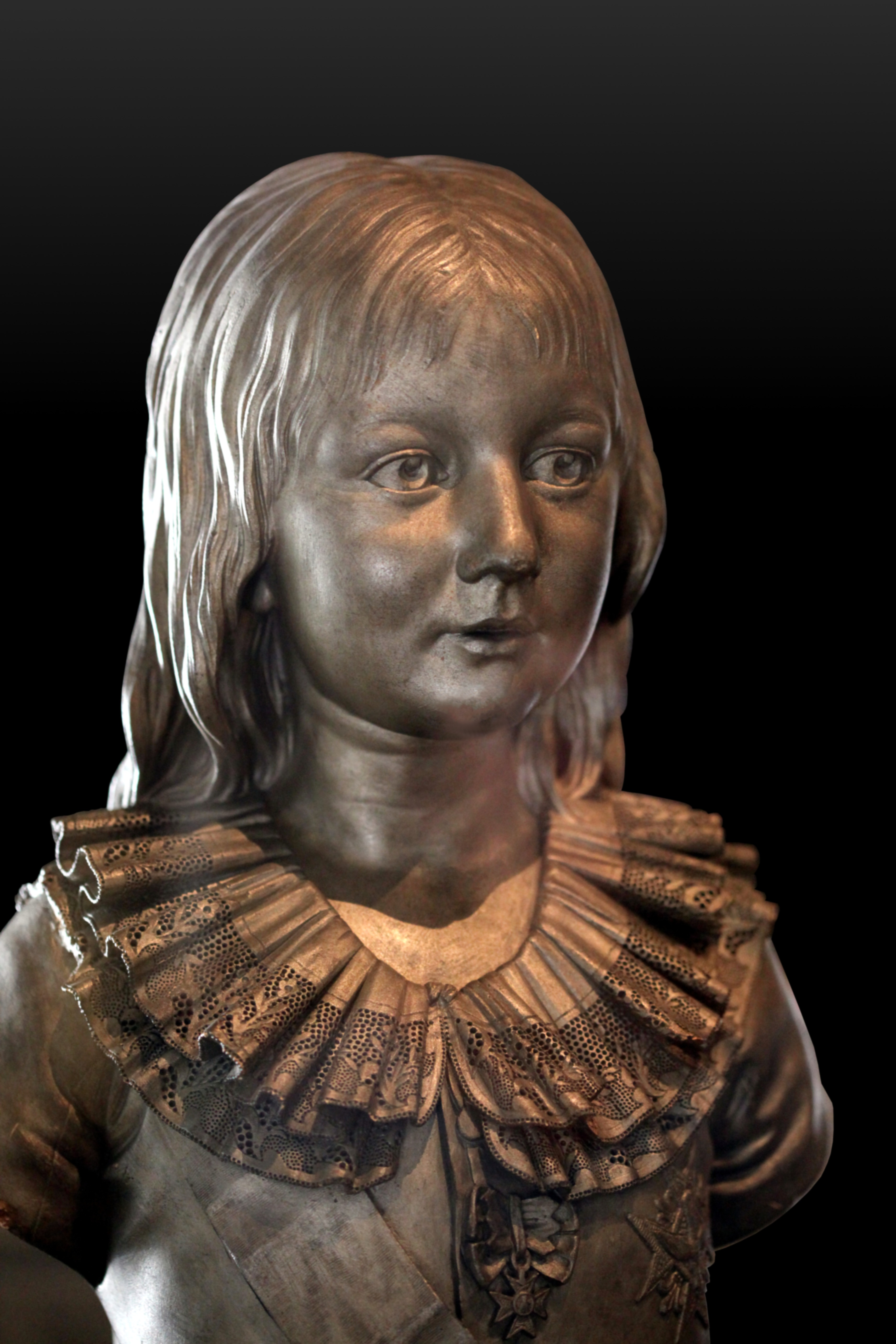
Busto del delfín Luis XVII (museo de la Revolución francesa).

Es decir, el exdelfín fue puesto a cargo del republicano Antoine Simon, antes mencionado. Siempre según fuentes monárquicas, como Jacques Mallet du Pan, parece ser que entre palizas y torturas, Simon lo forzaba a beber grandes cantidades de alcohol y le obligaba a cantar La Marsellesa portando un bonete de sans-culotte. Era amenazado repetidas veces con la guillotina, lo que le causaba desmayos. Le dijeron que sus padres aún vivían, pero que ya no lo amaban. Después de la partida de Simon, fue aislado en una celda secreta durante seis meses sin contacto humano alguno y con malas condiciones higiénicas.
Probablemente, murió de peritonitis tuberculosa o de escrófula, el 8 de junio de 1795 en el Temple.
Durante la autopsia se observó que su cadáver estaba consumido por tumores y sarna y que había sufrido una total desnutrición, manifestada en una extrema delgadez.
El cuerpo fue inhumado en una fosa del cementerio de Santa Margarita de París, sin indicativo alguno de que allí reposaba, salvo una gran "D" de Delfín pintada en el ataúd.
Al enterarse de su muerte, su tío, el conde de Provenza, adoptó el título real como Luis XVIII, respetando el ordinal dinástico, pero no llegaría a reinar hasta 1814.

### Reevaluaciones históricas modernas sobre el cautiverio y la muerte
Diversos historiadores contemporáneos han reexaminado el destino de Luis XVII, cuestionando versiones oficiales anteriores y resaltando el sufrimiento físico y psicológico al que fue sometido durante sus últimos años en la Torre del Temple. Entre los estudios más destacados se encuentran los de Deborah Cadbury y Jean Tulard.
Según Cadbury, el niño fue aislado en una celda sellada tras la salida de Antoine Simon en enero de 1794, sin educación, sin higiene, y en condiciones de insalubridad extremas. Durante meses, no recibió ropa limpia ni atención médica, y vivió rodeado de sus propios excrementos y ratas. Diversos testigos afirmaron que ya no podía caminar debido a las llagas y contracturas, y que hablaba muy poco debido a su deterioro psíquico. Un guardia lo describió como “un cadáver que respiraba”.
Jean Tulard ha señalado que el informe de autopsia, aunque menciona tuberculosis y gastritis, omitió una descripción completa del estado físico del cuerpo. Cuatro médicos participaron, pero ninguno hizo una identificación formal del cadáver. El doctor Philippe-Jean Pelletan extrajo el corazón del niño, conservándolo en secreto durante décadas.
En el año 2000, análisis genéticos realizados por Luc Jehaes y su equipo confirmaron que el ADN mitocondrial del corazón conservado coincidía con el linaje materno de María Antonieta, validando que el niño fallecido en el Temple era efectivamente Luis Carlos de Borbón. Sin embargo, sus restos fueron enterrados sin ceremonia en una fosa común. Cuando se exhumaron restos en 1846 del cementerio de Sainte-Marguerite, se concluyó que correspondían a un joven de entre 18 y 20 años, y estudios posteriores revelaron que eran huesos mezclados de varios individuos.
La ausencia de identificación, la imprecisión del informe médico y el entierro anónimo han sido interpretados por algunos historiadores como un intento deliberado de ocultar la magnitud del maltrato al que fue sometido. La narrativa oficial —que lo presenta como bien tratado y atendido— ha sido fuertemente cuestionada. Algunos autores lo consideran un mártir político y víctima del odio ideológico revolucionario hacia la monarquía.
A pesar de no contar con una tumba identificada ni conmemoración oficial, su figura se mantiene como símbolo de la infancia vulnerada por conflictos ideológicos y del coste humano de los procesos revolucionarios.

## El corazón de Luis XVII

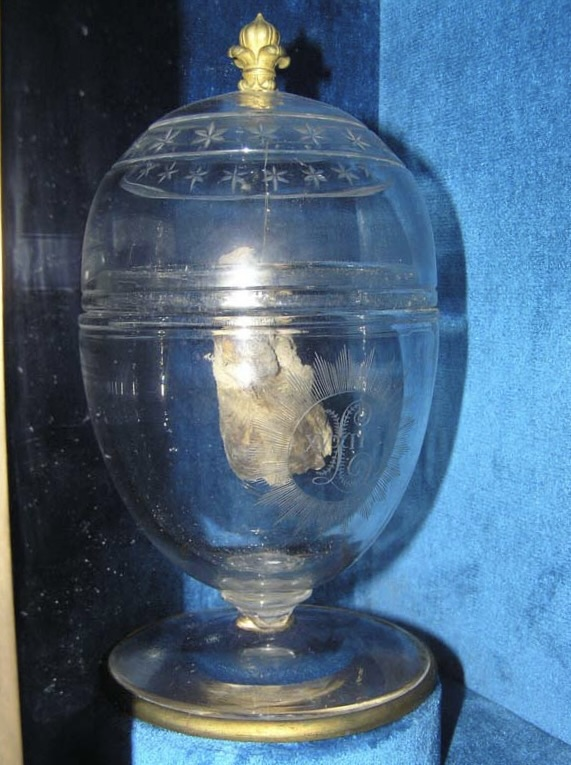
El corazón de Luis XVII en la basílica de Saint-Denis.

Philipe-Jean Pelletan fue el encargado de realizarle la autopsia al cuerpo de Luis XVII. Le extirpó el corazón y lo conservó dentro de un frasco en su domicilio. Pelletan intentó entregar el órgano sucesivamente a Luis XVIII y Carlos X pero estos no creyeron en su autenticidad. El corazón pasó por muy diversas manos, hasta que en 1975 se depositó dentro de una urna de cristal en una capilla de la basílica de Saint-Denis, la necrópolis real francesa.
Los profesores Ernst Brinkmann (Universidad de Münster) y Jean Jacques Cassiman (Universidad de Lovaina) lograron determinar, gracias al ADN mitocondrial y a unas muestras de cabello de María Antonieta y de sus hermanas, que el corazón perteneció a Luis XVII y que, por lo tanto, había muerto prisionero en el Temple. 
Ya realizadas las pruebas genéticas descritas, el 8 de junio de 2004 se celebró un funeral en honor del pequeño Luis XVII, en el que se colocó la urna en un mausoleo construido para tal fin, emplazado en la cripta real del templo.

## Leyendas
Al informarse de la muerte del delfín, Luis Carlos, rápidamente, corrió el rumor de que había logrado huir de la prisión del Temple, incentivado éste por las misteriosas circunstancias de su fallecimiento. Esto hizo que a lo largo del siglo XIX apareciera una considerable serie de falsos Delfines, el más célebre  de ellos fue Karl Wilhelm Naundorff, cuyos descendientes inclusive llegaron a portar el apellido de Borbón.
Un caso particular de falso Delfín fue Pierre Benoît, el único de todos los supuestos Delfines que nunca dijo serlo. Era un ingeniero francés instalado en Argentina, que poseía unos conocimientos y educación no comunes entre la gente de su rango social de la época. Por ello se expidieron diversos rumores sobre él, entre ellos el de que era el Delfín, que había conseguido escapar del Temple y había sido educado por unos pescadores de Calais, donde habría asumido la identidad de Pierre Benoît. Después habría huido a Buenos Aires, donde habría formado su familia. Murió en extrañas circunstancias, muy probablemente envenenado por un médico francés. Entre otras curiosidades, llevaba siempre una trenza rubia guardada, supuestamente la de María Antonieta. Si bien era considerado pintor, solo pintó tres retratos, de tres personajes que guardan un gran parecido con María Antonieta, María Teresa y Madame Isabel, madre, hermana y tía del Delfín. También se encontró un dibujo suyo con las letras L.C.R.F.P.B. entrelazadas de estilo barroco, las cuales fueron interpretadas por su nieto como Luis Carlos. Rey de Francia. Pierre Benoît.

## Órdenes de caballería
Desde Enrique III (1574-1589) y hasta Carlos X (1824-1830), los títulos de Gran Maestre de las órdenes de San Miguel, el Espíritu Santo y San Luis son inherentes al monarca francés. Aunque estas órdenes fueron unidas oficialmente bajo la Condecoración militar (1791), como Luis XVII fue reconocido rey por una considerable parte de la población y por varias potencias extranjeras, y para los integrantes de estas órdenes tanto la Primera República como el Primer Imperio eran inexistentes, se le atribuye a Luis XVII la jefatura de estas órdenes de iure, al igual que a su muerte se le atribuye a su tío Luis XVIII, en el exilio.
- Gran maestre de la Orden del Espíritu Santo[21]
- Gran maestre de la Orden de San Miguel
- Gran maestre de la Orden de San Luis

## Títulos
Reconocidos:
| ● 27 de marzo de 1785-4 de junio de 1789:            | Su alteza real Luis Carlos de Francia, hijo de Francia, duque de Normandía (1) |
| ● 4 de junio de 1789-14 de septiembre de 1791:       | Su alteza real el delfín de Francia                                            |
| ● 14 de septiembre de 1791-21 de septiembre de 1792: | Su alteza real el príncipe real                                                |

Reivindicados:
| ● 10 de agosto de 1792-21 de enero de 1793: | Su alteza real el delfín de Francia (2)        |
| ● 21 de enero de 1793-8 de junio de 1795:   | Su majestad el rey de Francia y de Navarra (3) |

1. Siendo el segundo hijo del rey de Francia, recibió un título de infantazgo, en este caso el de duque de Normandía, llevado por última vez por Carlos de Francia.
2. Título de cortesía reconocido por los monárquicos leales a la familia real y por los países que no reconocían la Primera República.
3. Aunque nunca reinó (siendo Francia ya una república), fue reconocido como rey por los monárquicos fieles a la familia real, y por los países que no reconocían la república en Francia. Su tío, el conde de Provenza (pretendiente), se proclamó regente en nombre de su sobrino, que estaba encarcelado en la torre del Temple.
| Predecesor: Luis XVI                                       | Rey titular de Francia 1793-1795   | Sucesor: Luis XVIII (rey de Francia)                              |
| Predecesor: Luis V                                         | Rey titular de Navarra 1793-1795   | Sucesor: Maria I Teresa (reina titular de Navarra)                |
| Predecesor: Luis José de Francia                           | Delfín de Francia 1789-1791        | Sucesor: Luis XIX                                                 |
| Predecesor: Nuevo título (él mismo como Delfín de Francia) | Príncipe Real de Francia 1791-1793 | Sucesor: Luis Antonio de Francia (como Delfín de Francia en 1824) |